# Park Ji-hu
Park Ji-hu (kor. 박지후; ur. 7 listopada 2003 w Daegu) – południowokoreańska aktorka.

## Życiorys
Park urodziła się w 2003 roku w Daegu. W listopadzie 2021 została przyjęta na wydział teatru i filmu na Uniwersytetecie Hanyang. W lutym 2022 ukończyła Dongmoon High School.
Zadebiutowała jako aktorka w filmie krótkometrażowym Home Without Me z 2016 roku. Park później zdobył drobne role w produkcjach głównego nurtu, takich jak Garyeojin Sigan (2016),  Jojakdoen Doshi (2017) i Mok-gyeok-ja (2018).
Zdobyła międzynarodowe uznanie za swoją główną rolę w filmie Gniazdo kolibra z 2018 roku. Za rolę w filmie otrzymała liczne wyróżnienia.
Kolejne międzynarodowe uznanie zyskała po występie w serialu Netfliksa All of Us Are Dead (2022).

## Filmografia

### Filmy
- Garyeojin Sigan (2016) - Soo-rin sobowtór dzieciaka
- Jojakdoen Doshi (2017) - uczeń liceum
- Mok-gyeok-ja (2018) - Ye-seul
- Gniazdo kolibra (2018) - Kim Eun-hee
- Bichgwa Cheol (2021) - Eun-young
- Konkeuriteu Yutopia - Hye-won[7]

### Telewizja
- Boksunoteu 2 (XtvN 2018) - Lee Ha-yan
- Areumdaun Sesang (JTBC 2019) - Jung Da-hee
- Jag-eun Assideu (tvN 2022) - Oh In-hye

### Seria internetowa
- All of Us Are Dead (Netflix 2022) - Nam On-jo

## Nagrody
- 2019: Best Star Awards	nagroda dla najlepszej aktorki
- 2019: Cine21 Awards nagroda dla najlepszej nowej aktorki
- 2019: Director's Cut Awards nagroda dla najlepszej nowej aktorki
- 2019: Korean Association of Film Critics Awards nagroda dla najlepszej nowej aktorki
- 2019: London East Asia Film Festival nagroda dla najlepszej nowej aktorki
- 2019: Tribeca Film Festival nagroda dla najlepszej aktorki
- 2020: Wildflower Film Awards nagroda dla najlepszej nowej aktorki